# فتیشیسم چکمه

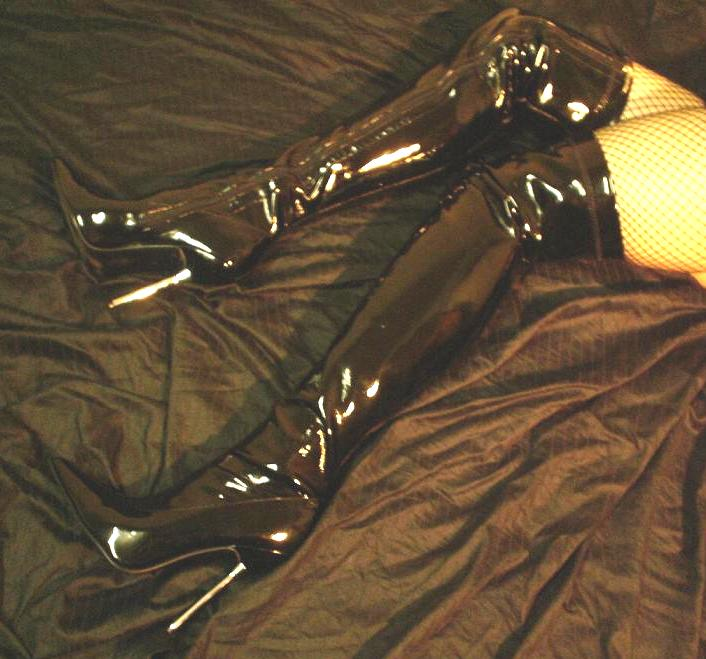
زنی که چکمه‌های بالای زانو پاشنه دار پوشیده‌است.

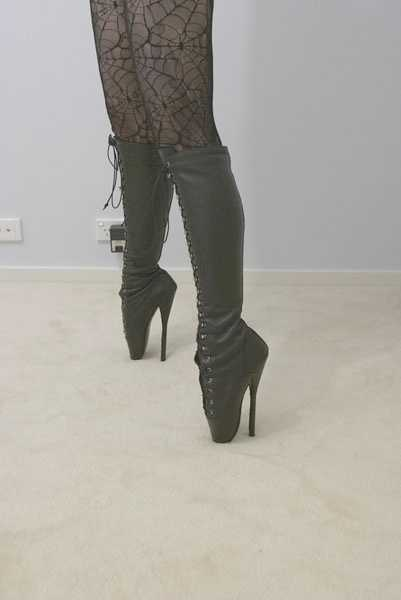
چکمه‌های باله تا زانو، چکمه‌های غیر عملی که به صراحت برای جذابیت جنسی ساخته شده‌اند.

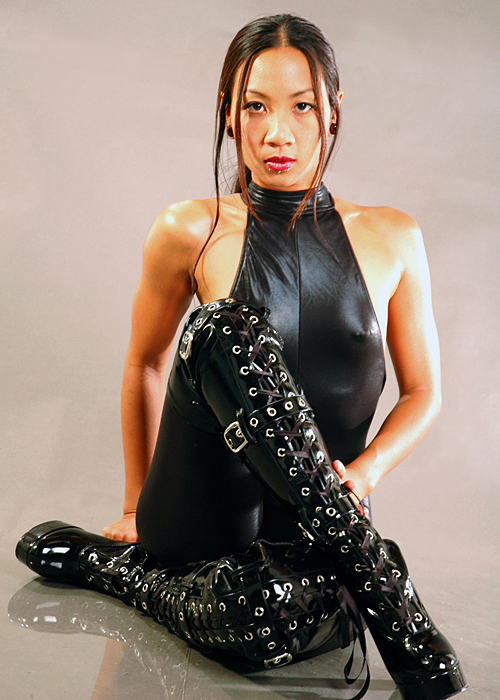
مدلی که چکمه پوشیده

فتیشیسم بوت (به انگلیسی: Boot fetishism) یک فتیش جنسی است که بر روی چکمه متمرکز شده‌است. چکمه‌ها برای برخی افراد به موضوعی برای جذابیت جنسی تبدیل شده‌اند و به یک اکسسوری استاندارد در صحنه‌های بی‌دی‌اس‌ام (که در آن چکمه‌های چرمی، لاتکس و پی‌وی‌سی ترجیح داده می‌شود) و لوازم جانبی مد در موزیک ویدیوها تبدیل شده‌اند. چکمه‌ها شاید فتیش‌انگیزترین نوع کفش‌ها هستند و چکمه‌ها محبوب‌ترین لباس‌های فتیش می‌باشند.

## تاریخچه پیدایش
یکی از اولین توصیف‌ها از چکمه‌ها به‌عنوان یک شیء فتیشیستی را می‌توان در رمان ترز راکین (Thérèse Raquin) اثر امیل زولا در سال ۱۸۶۸ یافت. فتیشیسم واقعی چکمه در یادداشت‌های روزانه هانا کالویک زن بریتانیایی قرن نوزدهم توضیح داده شده‌است که بخش‌هایی از آن منتشر شده‌است.
هرمین هوگ هلموت در سال ۱۹۱۵ فتیشیسم چکمه را به‌طور علمی توصیف کرد این مقاله همچنین به زبان انگلیسی با نظرات آرلین کی ریچاردز در سال ۱۹۹۰ منتشر شده‌است، به‌عنوان فتیش‌های زنانه و انحرافات زنانه: هرمین هوگ-هلموت «موردی از فتیشیسم پای زنانه یا به‌طور صحیح‌تر فتیشیسم چکمه‌ای» بازنگری شد.
توسط استنلی راچمن چکمه‌ها به‌عنوان موضوعی برای تحقیق در مورد شرطی‌سازی به‌عنوان دلیلی برای فتیشیسم در دهه ۱۹۶۰ مورد استفاده قرار گرفت، و مردان را با دیدن عکس‌های چکمه‌ها تحریک جنسی می‌کرد، اما نتایج بعداً زیر سؤال رفت، زیرا چکمه‌ها از قبل بسیار رایج بودند. در آن زمان برای زنان به‌عنوان افزایش جذابیت جنسی بسیار مرسوم بود.
برخلاف کفش، مدل‌های بوت اغلب قبل از اینکه الهام‌بخش طراحان مد باشند، به عنوان لباس مورد استفاده در خیابانی مطرح می‌شوند. چکمه‌ها معمولاً به‌عنوان نشانه‌ای از قدرت ذاتی پوشنده آن در نظر گرفته می‌شوند، به‌ویژه زمانی که توسط زنان پوشیده می‌شود. این ممکن است دلیلی برای اتصال به بی‌دی‌اس‌ام باشد، جایی که چکمه‌ها معمولاً به عنوان نشانه‌ای از تسلط در نظر گرفته می‌شوند. اصطلاح چکمه پرستی از اوایل قرن بیستم به یک عمل خرده فرهنگی رایج در میان سادومازوخیست‌ها و فتیشیست‌های مرتبط تبدیل شد.
چکمه‌های پاشنه بلند به کشیده شدن ساق پا کمک می‌کنند و ظاهری با پاهای بلندتر ایجاد می‌کنند که عموماً از نظر جنسی جذاب تر است. طول محورهای چکمه نیز بر این تصور می‌افزاید. چکمه‌ها در مجلاتی مانند لگ شو (Leg Show) نمایش داده شده‌اند و همچنین مجلات و وب‌سایت‌هایی وجود دارند که مستقیماً این فتیش را هدف قرار می‌دهند.
فتیشیسم چکمه ممکن است با یک فتیش برای موادی که چکمه از آن ساخته شده‌است، مانند چرم، لاستیک یا لاتکس همراه باشد. فتیشیسم بوت اغلب به سمت چکمه‌های مد و چکمه‌های سوارکاری تمایل دارد، اما چکمه‌هایی نیز وجود دارند که به صراحت برای اهداف طلسم ساخته شده‌اند، مانند چکمه‌های باله و برخی از انواع چکمه‌های بالای ران .
چکمه‌های بالای ران شاید بیشتر به آن دسته از چکمه‌هایی باشند که بیشتر با فتیشیسم چکمه مرتبط هستند.
همچنین یک بخش فرعی بسیار بزرگ از مردان عمدتاً همجنس‌گرا وجود دارد که چکمه‌های مردانه را فتیش می‌کنند، که «چکمه‌پرستی» یک عمل رایج در این گروه است، تا جایی که هر ساله مسابقه‌ای برگزار می‌شود تا ببینیم چه کسی بهترین بوت‌بلک است. انواع چکمه‌های مورد علاقه مردان با آنهایی که زنان می‌پوشند متفاوت است، مردان معمولاً چکمه‌های محکم‌تر و ناهموارتر مانند چکمه‌های رزمی، چکمه‌های ریگر، چکمه‌های جامپ، چکمه‌های موتورسیکلت یا چکمه‌های سواری را ترجیح می‌دهند.
این چکمه‌ها در لباس‌هایی که علاقه‌مندان به چرم در مسابقاتی مانند همایش و مسابقه بین‌المللی آقای چرم‌پوش.

## علل
هسو و جی. مایکل بیلی (۲۰۱۹) استدلال می‌کنند که شواهد کمی برای توضیح «تنظیم جنسی» در مورد فتیشیسم چکمه وجود دارد، زیرا تنها اقلیت کوچکی از مردان که زنان جذاب چکمه پوش را دیده‌اند، فتیش چکمه را ایجاد می‌کنند. آنها همچنین می‌گویند که «فتیش چکمه‌ها در دنیای بدون چکمه اتفاق نمی‌افتد، و در دنیایی که مردان و زنان چکمه‌های خود را عوض می‌کنند، الگوهای متفاوتی از فتیش‌ها به احتمال زیاد ایجاد می‌شود.» آنها استدلال می‌کنند که فرآیندهای رشدی تصادفی که هنوز به خوبی درک نشده‌اند، برخی از مردان را مستعد ابتلا به پارافیلیا و فتیش می‌کند.

## فرهنگ عامه

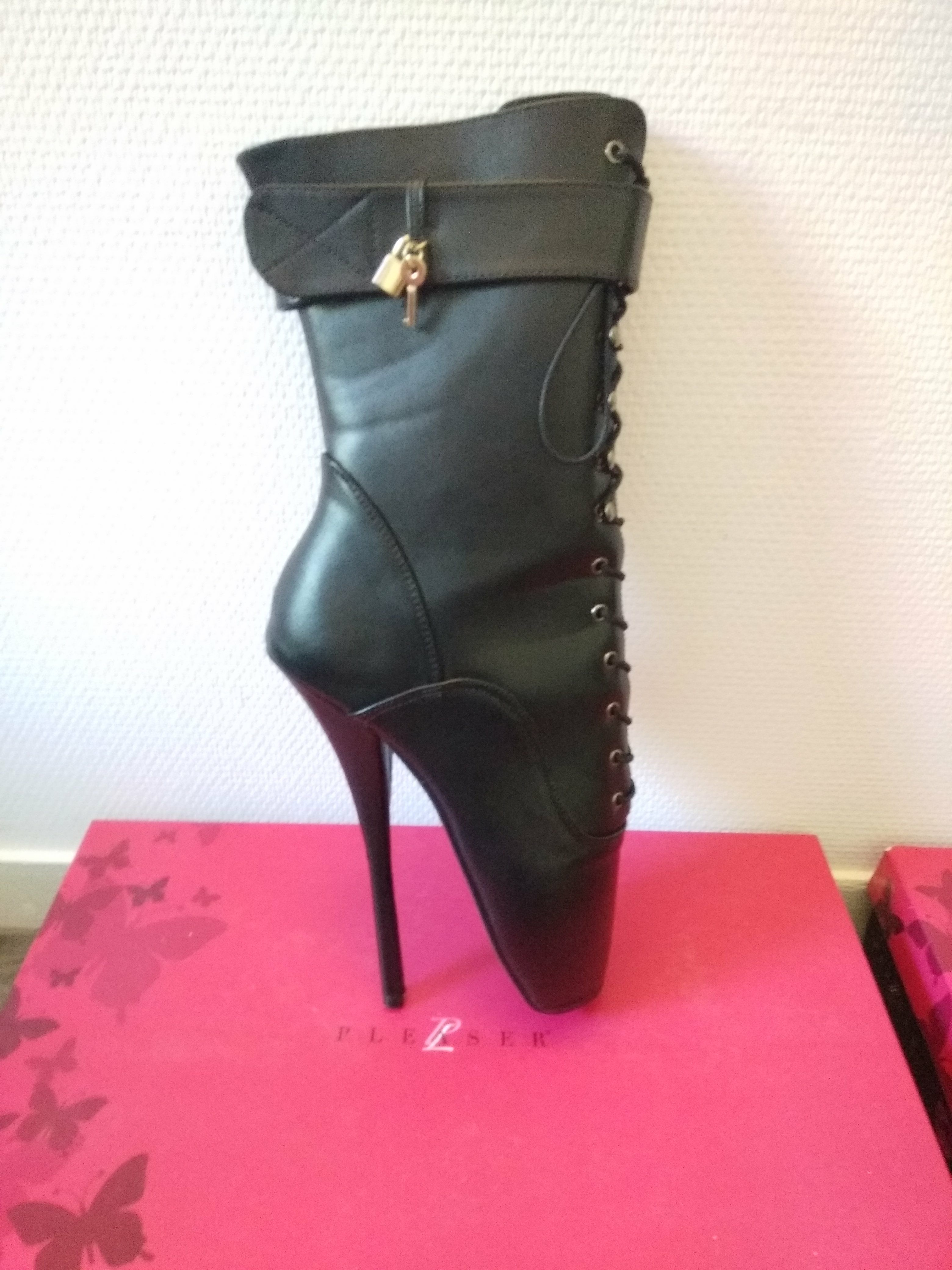
چکمه باله چرمی با قفل جهت قفل توسط ارباب

سریال تلویزیونی انتقام‌جویان که در دهه ۱۹۶۰ پخش شد، اغلب لباس‌های فتیشستی را به نمایش می‌گذاشت و اما پیل با بازی دایانا ریگ، چکمه‌هایی تا بالای ران به تن داشت و تجلی یک زن جذاب و قوی بود. پاتریک مکنی و سلف ریگ ، آنر بلکمن (در نقش کتی گیل) در سال ۱۹۶۴ یک تک آهنگ با سرعت ۴۵ دور در دقیقه با عنوان " چکمه‌های گره خورده " منتشر کردند.
ابرقهرمان‌ها و تبهکاران کتاب‌های مصور زن، مانند واندر وومن و زن گربه‌ای، اغلب چکمه‌هایی به عنوان نشانه ای از ترکیب قدرت زنانه و جذابیت جنسی می‌پوشند.
جیل، قهرمان بازی ویدیویی مایتی جیل آف، یک مطیع جنسی با فتیش برای چکمه است.

## نگارخانه

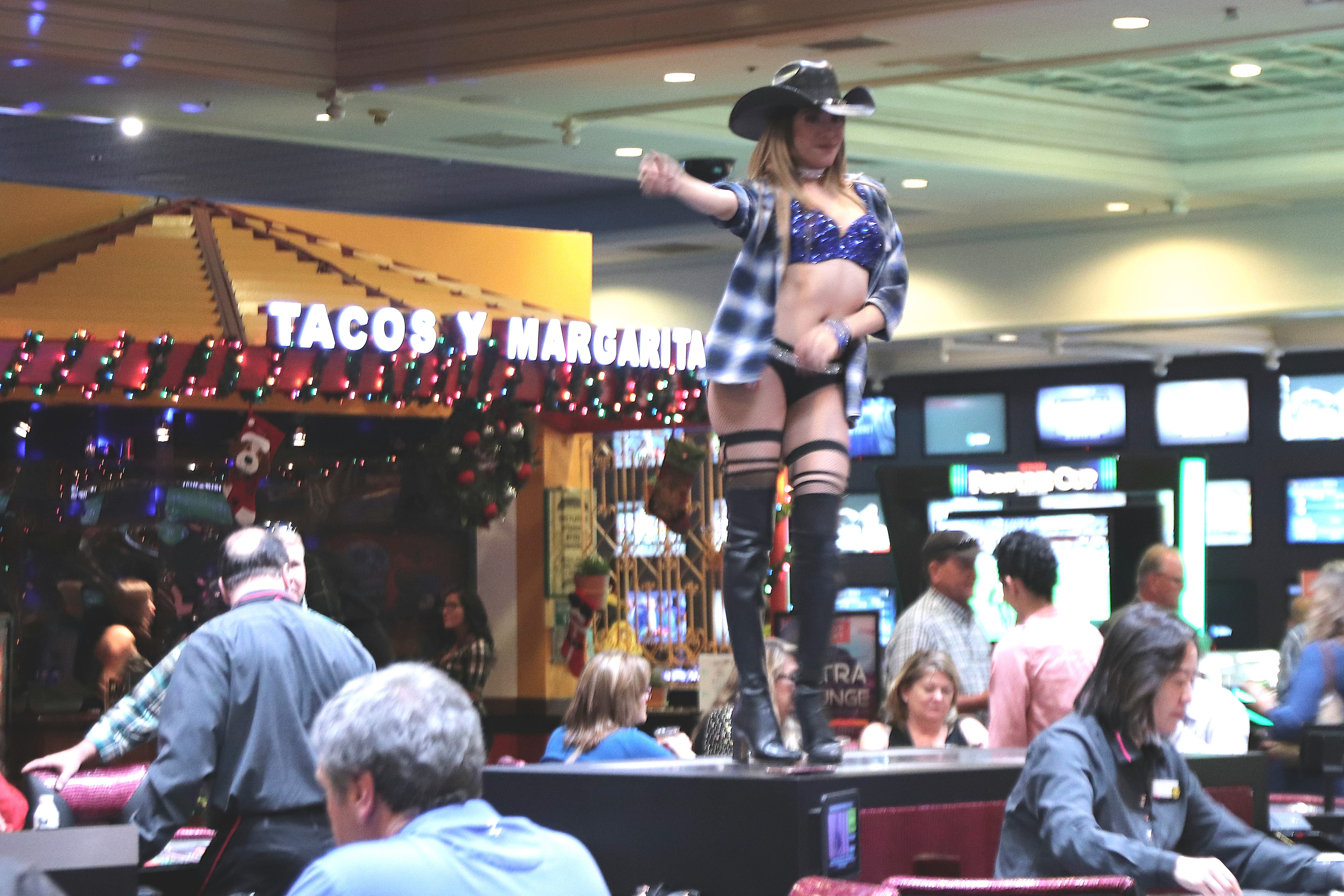
رقسنده تگزاسی با لباس کابویی
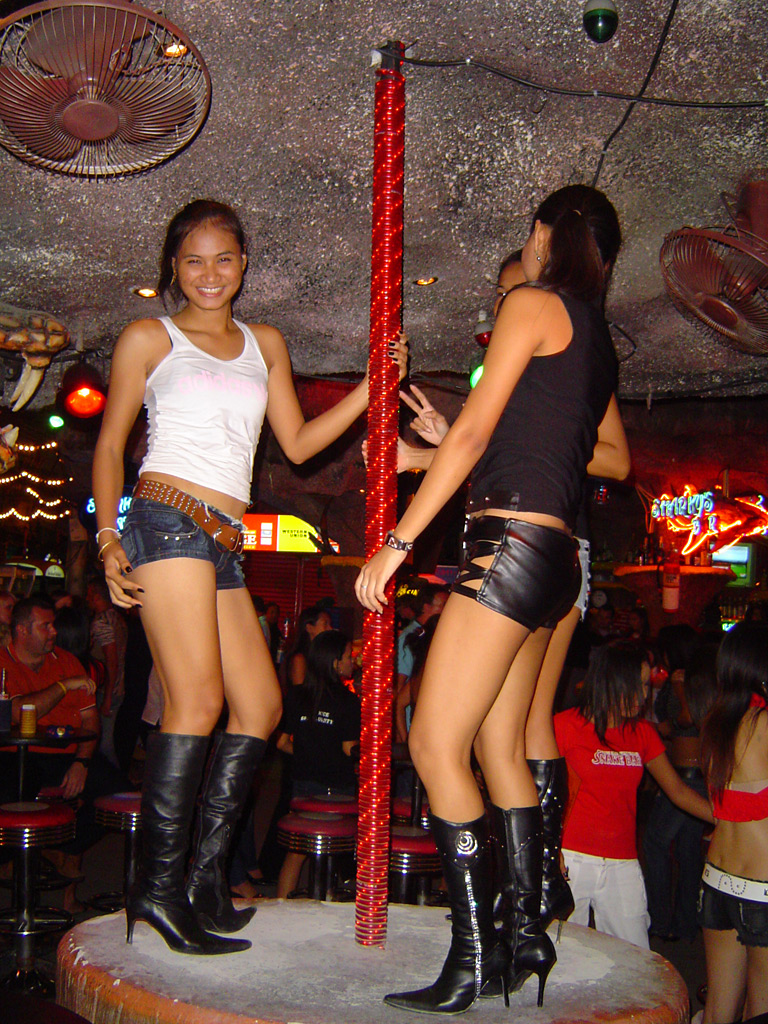
رقصندگان تایلندی گو-گو
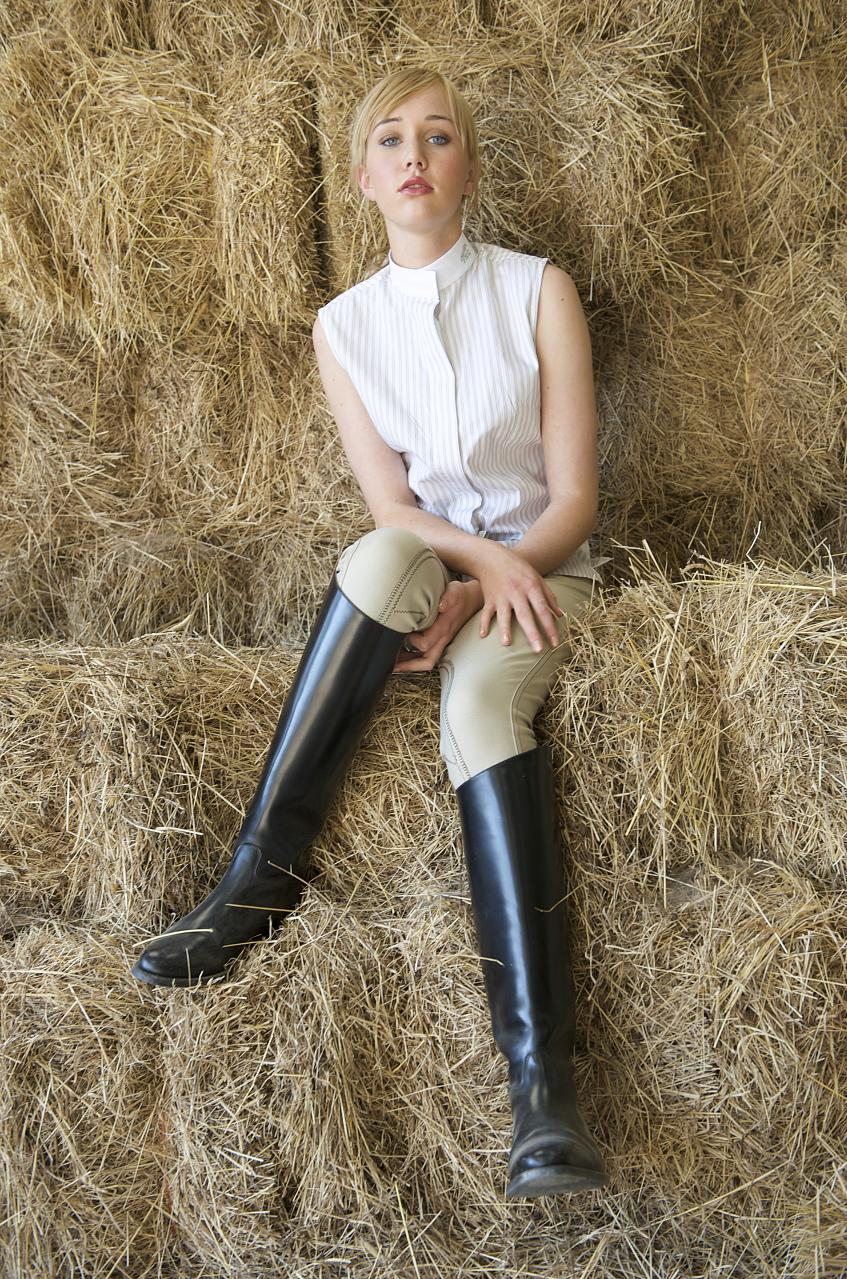
زنی با چکمه های سوارکاری
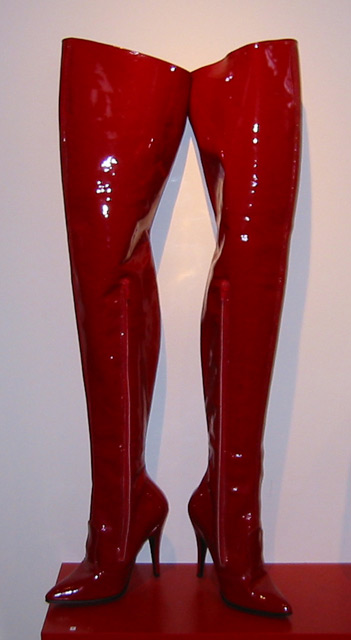
چکمه های فتیش PVC زنانه با پاشنه بلند برجسته.